# Paul Carl Leygebe

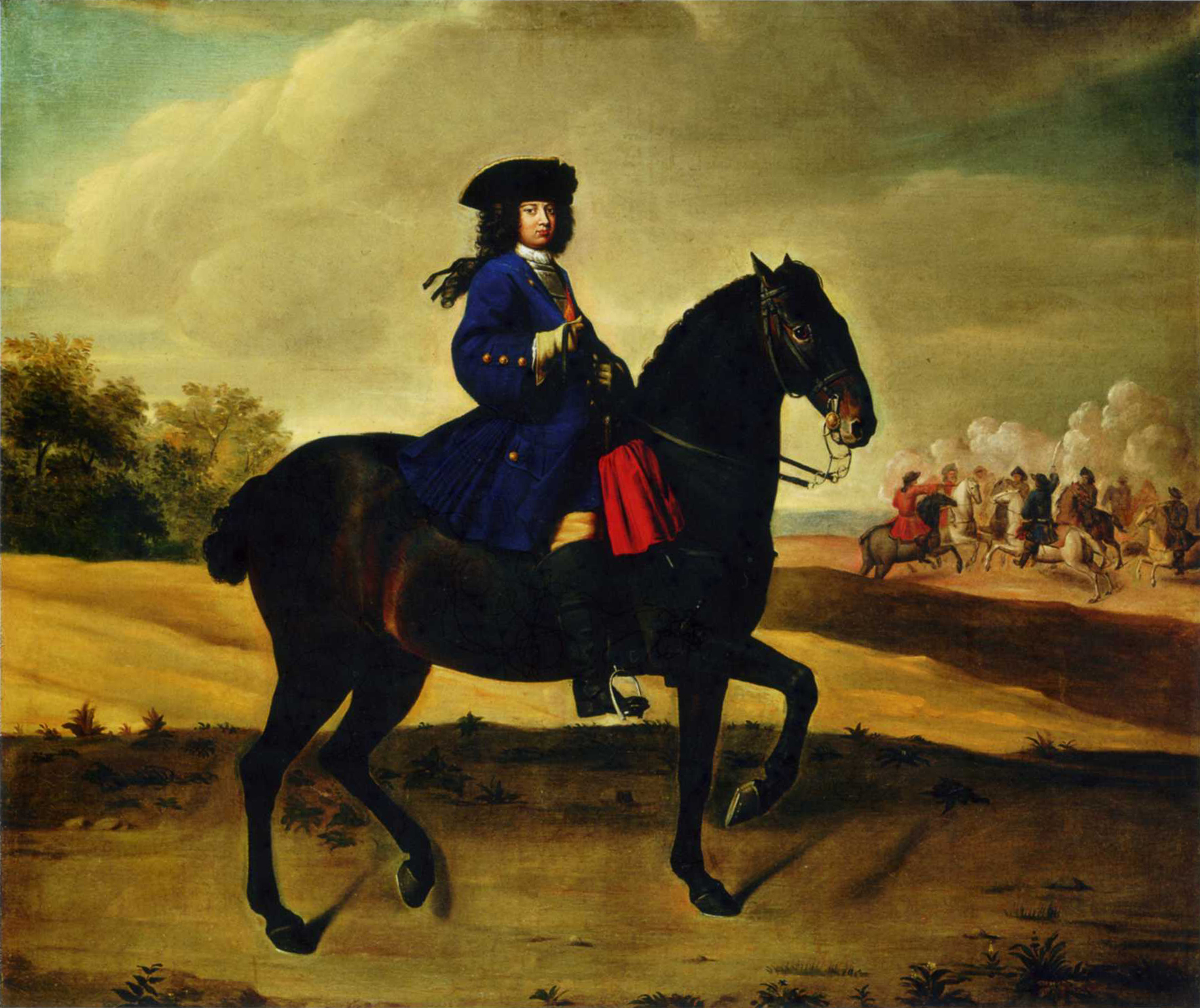
Paul Carl Leygebe, Friedrich Wilhelm I.

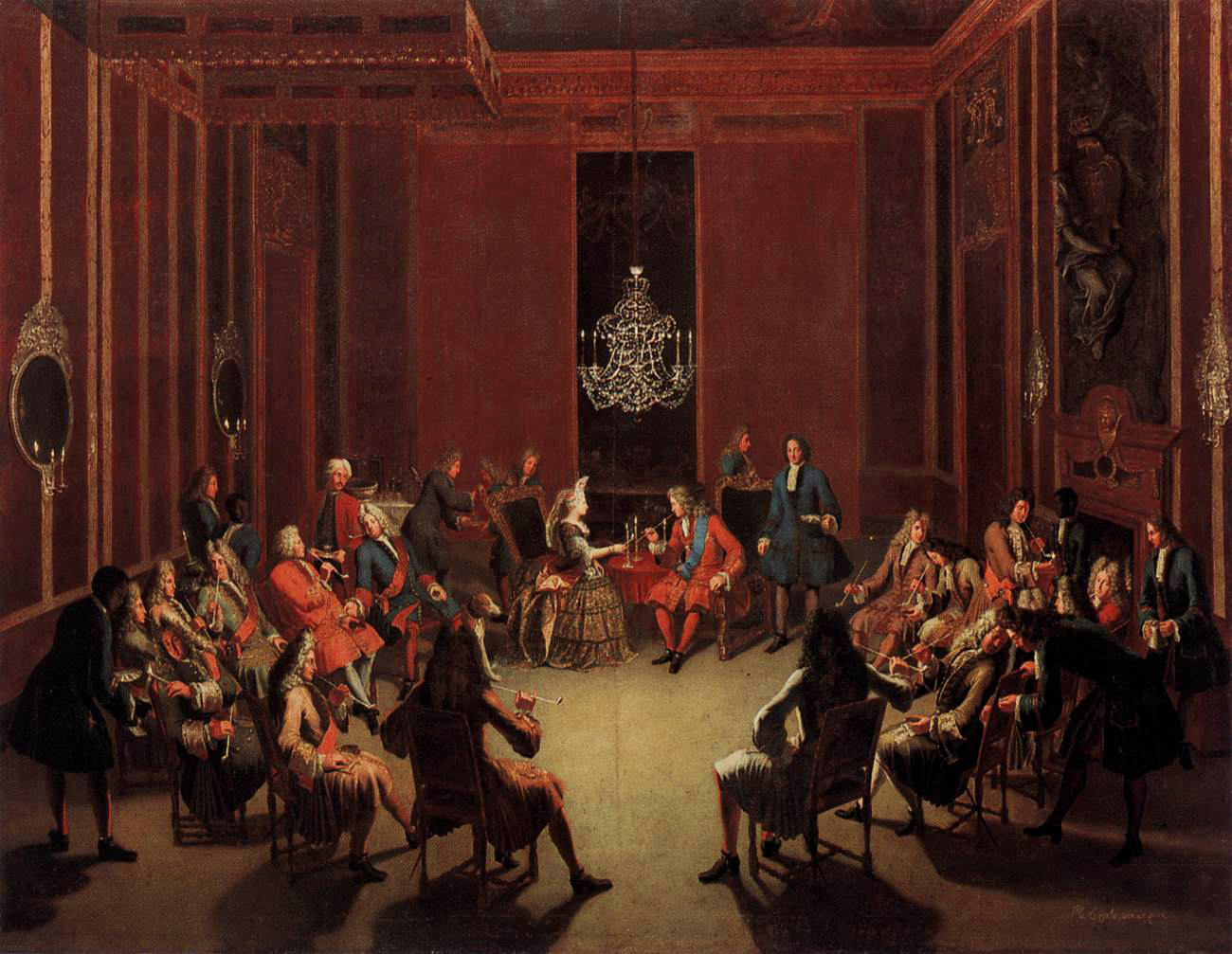
Paul Carl Leygebe, Tabakskollegium des Königs Friedrich I.

Paul Carl Leygebe, auch Paul Karl Leygebe, (* 1664 in Nürnberg; † nach 1730 in Berlin) war ein deutscher Maler und Professor der Anatomie an der Preußischen Akademie der Künste in Berlin.

## Biografie
Leygebe war der dritte Sohn von Gottfried Leygebe und zog 1668 mit seinem Vater nach Berlin. Von 1699 bis zu seinem Tod war er Mitglied der Preußischen Akademie der Künste in Berlin, erst als Adjunctus ordinarius und ab 1715 auch als Lehrer und Professor der Anatomie.
1696 wurde er Hofmaler und schuf große Gemälde, auf denen Kurfürst Friedrich Wilhelm von Brandenburg und die preußischen Könige Friedrich Wilhelm I. und Friedrich II. dargestellt sind. Bis 1730 lebte er in Berlin.
Sein Sohn Ferdinand Gottfried Leygebe wurde ebenfalls Maler, Zeichner und sein Nachfolger an der Akademie.